# Калтаг (Аляска)
Калтаг (англ. Kaltag, коюк. Ggaał Doh) — город в зоне переписи населения Юкон-Коюкук, штат Аляска, США.

## География
Калтаг расположен в западной части Аляски на берегу реки Юкон, в 110 километрах (по прямой) от океана (залива Нортон-Саунд). Площадь города составляет 70,9 км², из которых 10,6 км² (ок. 15 %) занимают открытые водные пространства. Город обслуживает одноимённый аэропорт.

## История
Область, где ныне расположен Калтаг, издавна использовалась соседними племенами под кладбище. Само селение на этом месте образовалось в 1820-х годах, было названо русскими исследователями в честь юконца по имени Калтага. В 1839 году местных жителей посетила эпидемия оспы. В 1867 году неподалёку от селения была протянута военная телеграфная линия. В 1900 году на посёлок обрушилась корь, которая, вкупе с недостатком продовольствия, унесла жизни около трети населения. После этого в Калтаг прибыли жить люди из трёх соседних деревень. В 1903 году открылось первое почтовое отделение, но уже спустя год оно закрылось; повторно оно открылось в 1909 году, повторно закрылось в 1920 году; третий раз открылось в 1933 году. После 1906 года берега Юкона стали покидать золотоискатели, но жизни в посёлке не дало угаснуть открытие в регионе шахт по добыче свинца. В 1925 году в Калтаге открылась первая школа, в которой по состоянию на 2010 год обучается 31 ученик. В 1937 году в реку наводнением смыло остатки старого кладбища.
В 1960-х годах были построены водоразборные колонки, аэропорт и клиника, в 1969 году Калтаг получил статус «город 2-го класса» (2nd Class City). В 1982 году были подключены водопровод и канализация. Раз в два года в городе проходит фестиваль Stick Dance, на которые съезжаются многие соседние жители.

## Демография
Население
- 2000 — 230
- 2010 — 190
- 2011 — 205

Расовый состав
- эскимосы — 91,6 %
- белые — 5,8 %
- смешанные расы — 2,6 %